# Internationaler Kodex für die Vermarktung von Muttermilchersatzprodukten
Der Internationale Kodex für die Vermarktung von Muttermilchersatzprodukten (englisch International Code of Marketing of Breastmilk Substitutes) wurde 1981 von der Weltgesundheitsversammlung (engl. World Health Assembly, WHA), dem höchsten Entscheidungsgremium der Weltgesundheitsorganisation (WHO), verabschiedet. Der Kodex verlangt, dass die Vermarktung von Ersatzprodukten für Muttermilch eingeschränkt wird. Hintergrund ist, dass Muttermilchersatz keinen ernährungsphysiologischen Vorteil gegenüber Muttermilch bietet. Damit soll erreicht werden, dass Mütter nicht vom Stillen abgehalten und Ersatzprodukte für Muttermilch ohne Gesundheitsgefährdung für den Säugling angewendet werden. 

## Geschichte

### Annahme des Kodex
In den 1970er-Jahren wurde festgestellt, dass das Stillen weltweit abnahm. Die Muttermilch wurde durch industriell hergestellte Säuglingsnahrung ersetzt. Gesundheitsfachleute waren besorgt über die damit verbundenen gesundheitlichen Risiken für Säuglinge, vor allem in Drittweltstaaten. In der Annahme, dass der Rückgang des Stillens unmittelbar mit den Marketingpraktiken der Babynahrungsindustrie zusammenhing, erarbeitete die WHO gemeinsam mit der UNICEF den Internationalen Kodex für die Vermarktung von Muttermilchersatzprodukten. Er wurde von der 34. WHA am 21. Mai 1981 von 118 WHO-Mitgliedstaaten angenommen. Einzig die USA waren dagegen. Sie hatte sich bereits im Vorfeld aktiv dafür eingesetzt, dass der Kodex nur in der Form einer Empfehlung erging.

### Nachfolgende Resolutionen
Die Umsetzung und Einhaltung des Kodex wurde von internationalen Organisationen und nichtstaatlichen Organisationen kritisiert. In der Folge erließ die WHA in 25 Jahren elf Resolutionen zur Konkretisierung des Kodex. Die wichtigsten ergingen 1994 (Einschränkungen der Gratisabgabe), 1996 (Vermeidung von Interessenskonflikten) und 2001 (ausschließliches Stillen in den ersten 6 Monaten). Diese Resolutionen haben denselben, nicht verbindlichen Rechtsstatus wie der Kodex. Sie gehen indessen, weil sie spezieller sind oder zeitlich später angenommen wurden, dem Kodex von 1981 vor.

## Inhalt des Kodex
Der Kodex ist ein Instrument des Verbraucherschutzes und stellt Regeln auf für den kommerziellen Umgang und die Bewerbung von industrieller Babynahrung, Flaschen und Saugern. Die Staaten werden aufgefordert, ihre Bestimmungen vollständig in die nationale Gesetzgebung zu übernehmen.

## Umsetzung

### Nationales Recht
Der Kodex kann nicht mit rechtlichen Instrumenten durchgesetzt werden. Staatliche Sanktionen wegen Verstößen gegen den Kodex sind einzig dort vorgesehen, wo er in die nationale Gesetzgebung verankert wurde. 1990 war der Kodex erst in neun Staaten gesetzlich umgesetzt. 2005 gab es mehr als 60 Staaten, die den Kodex oder Teile davon in das nationale Recht übernommen hatten.
Die EU-Kommission hat unter anderem die Richtlinie 2006/125/EG über Getreidebeikost und andere Beikost für Säuglinge und Kleinkinder sowie die Richtlinie 2006/141/EG über Säuglingsanfangsnahrung und Folgenahrung erlassen. Sie verpflichteten die Mitgliedstaaten, auch verschiedene Ziele und Grundsätze des Kodex wie bestimmte Kennzeichnungspflichten bis zum 31. Dezember 2007 zu verwirklichen. Die gesetzliche Grundlage zum Umgang mit industriell hergestellter Säuglingsanfangs- und Folgenahrung ist in Deutschland geregelt in der Verordnung über diätetische Lebensmittel (Diätverordnung – DiätV). (Zuletzt geändert durch die 15. Verordnung zur Änderung der Diätverordnung (15.DiätÄndVO), die im Bundesgesetzblatt I Nr. 70 v. 20. Dezember 2007 S. 3263 ff. veröffentlicht wurde.)

### Überwachung
Auf privater Basis überwacht die nichtstaatliche Organisation „International Baby Food Action Network (IBFAN)“ die Einhaltung des Kodex. Sie berichtet regelmäßig über die Verstöße in den einzelnen Ländern. Publizierte Verstöße haben zwar in den letzten Jahren abgenommen, kommen jedoch weiterhin vor.
Das Thema des Jahres 2010 der Weltstillwoche lautet: „Stillen Nur 10 Schritte! Der babyfreundliche Weg“. Die Weltstillwoche ist die größte gemeinsame Aktion aller stillfördernden Organisationen. Das Motto wird in jedem Jahr von WABA (World Alliance for Breast Feeding Action) veröffentlicht. (www.waba.org.my) Die Übersetzung ins Deutsche wird jedes Jahr vom Runden Tisch für Stillförderung in Deutschland gemeinsam verabschiedet. Die Weltstillwoche wird jedes Jahr in über 120 Ländern begangen. In Europa findet sie immer in der 40. Kalenderwoche statt. Die Weltstillwoche des Jahres 2006 war explizit dem Kodex gewidmet, aus Anlass des 25. Jubiläums des Kodex für die Vermarktung von Muttermilchersatzprodukten.

## Weitere Entwicklungen
In mehreren Resolutionen hat die WHO der Vermarktung von Muttermilchersatzprodukten weitere Grenzen gesetzt:
- WHA 39.28: Wöchnerinnenstationen sollten keine kostenlose oder bezuschussten Lieferungen von Muttermilch-Ersatzprodukten von Firmen annehmen
- WHA  49.15: Die Vermarktung von Beikostprodukten soll das ausschließliche und durchgängige Stillen nicht unterminieren.
- WHA 54.2.: hat die Empfehlung für ausschließliches Stillen für 6 Monate (statt 4–6 Monaten).
- WHA 58.32: Behauptungen über Ernährungs- und Gesundheitsnutzen für Muttermilch-Ersatzprodukte nicht gestattet.

Nach Berichten der New York Times trug Ecuador bei einem WHO-Treffen im Sommer 2018 in Genf den Plan vor, eine Resolution vorzuschlagen, die u. a. die Regierungen dazu aufrufen würde, das Stillen zu schützen, zu fördern und zu unterstützen, und außerdem Werbung für Produkte zu begrenzen, welche laut Experten ungünstige Wirkungen auf kleine Kinder haben können. Auf US-amerikanischen Druck im Hinblick auf wirtschaftliche Maßnahmen und den Entzug militärischer Unterstützung hin habe Ecuador von dem Vorhaben abgesehen, jedoch sei diese Resolution anschließend von Russland eingebracht worden. Sie sei letzten Endes mit wenigen Änderungen verabschiedet worden. Ein Sprecher der U.S.-amerikanischen Regierung bezeichnete die Berichte als falsch. Auch der U.S.-amerikanische Präsident Donald Trump kritisierte den New York Times-Artikel: Die Vereinigten Staaten seien für das Stillen, jedoch bräuchten manche Frauen wegen Mangelernährung und Armut Zugang zu Muttermilch-Ersatzprodukten. Eine Sprecherin des Department of Health and Human Services (HHS) erklärte, Frauen, die nicht stillen, sollten nicht stigmatisiert, sondern durch Informationen und Zugang zu Alternativen unterstützt werden.
2024 veröffentlichte die Organisation ProPublica eine investigative Reportage. In ihr wird beschrieben, wie die US-Regierung internationale Regulierungen der Vermarktung von Muttermilchersatzprodukten für Kinder versuchte zu steuern und einzuschränken.